# 普里戈罗德诺耶
普里戈罗德诺耶（俄语：При́городное）是俄罗斯萨哈林州的一个村。位于库页岛南海岸。曾被日本统治，在日本统治时期名为深海村。